# Сражение при Химаре
Сражение при Химаре (греч. Η Μάχη της Χειμάρρας) — одно из сражений второго периода итало-греческой войны, произошедшее 13 — 22 декабря 1940 года в ходе контрнаступления греческой армии. После победы греков при Химаре итальянский диктатор Бенито Муссолини был вынужден признать, что одной из причин итальянского поражения был высокий боевой дух греческих войск.

## Военно-стратегическая ситуация
Итальянская армия на второй год Второй мировой войны вторглась в Грецию из Албании, «подражая тому, что было сделано Германией, при вторжении в Данию и Норвегию». Вторжение началось на рассвете 28 октября 1940 года. После двух недель боёв греческие силы сумели отразить итальянское вторжение в сражении на Пинде и в сражении при Элеа-Каламос, что стало первой победой антифашистской коалиции во Второй мировой войне.
С 9 ноября греческая армия начала своё успешное контрнаступление и вступила на контролируемую итальянцами территорию Албании на всех фронтах. В результате операций, греческие вооружённые силы вступили один за другим в города: Корча — 22 ноября (см. Сражение при Морова-Иван), Поградец — 30 ноября, Агии Саранта — 6 декабря и Гирокастра — 8 декабря.

## Сражение
13 декабря приморское село Паноромос, южнее Химары, перешло под контроль греческих сил. Двумя днями позже, 3-я пехотная дивизия греческой армии атаковала итальянские войска, расположенные в Химаре. Однако наступление стало замедляться, по причине как упорного сопротивления итальянцев, поддерживаемых, в отличие от греческой пехоты, также авиацией, но и по причине сложных погодных условий.
19 декабря греческие силы после жестокого боя заняли высоту Гиами, севернее Панормоса. Между тем, на рассвете того же дня 3/40 полк эвзонов под командованием полковника Трасивулоса Цакалотоса предпринял внезапную атаку без предварительного артиллерийского обстрела против итальянских позиций на горе Мали и Джорет (алб. Mali i Xhorët), известной грекам под именем Пилиури, являвшейся стратегическим пунктом восточнее Химары. Получив предварительно информацию от местного греческого населения о рельефе региона, эвзоны начали наступление медленным продвижением, а затем атаковали итальянские позиции с примкнутыми штыками, одновременно с разных направлений. Несмотря на то, что высота снега местами достигала одного метра, погодные условия позволили греческим войскам продвинуться и преодолеть заграждения колючей проволоки, захватив итальянскую горную артиллерийскую батарею и пленив её командира.
Через три дня жестоких боёв солдаты 3-й пехотной дивизии сумели взять под свой контроль высоту, а также перевал Кучи (Kuç). Успешное взятие этих позиций имело большое значение, поскольку дало греческим войскам доступ в долину реки Шушица, которая вела к окраинам Авлоны. Кроме этого, было захвачено много итальянских орудий и боеприпасов. Греческие потери не превосходили 100 убитых, в то время как итальянцы потеряли 400 человек убитыми и свыше 900 пленными. 21 декабря греческие силы заняли высоту Ципишта, юго-западнее Химары. Чтобы избежать окружения, итальянцы были вынуждены оставить город. Греческие войска вступили в Химару утром 22 декабря, встречаемые с энтузиазмом населением города.

## Последствия
Занятие Химары было встречено в Греции с энтузиазмом и доказало, что греческая армия была в состоянии продолжить наступление севернее, вынуждая итальянскую армию к непрерывному отступлению. Это был третий раз, когда греческая армия занимала этот населённый греками город Северного Эпира после того, как Спирос Спиромилиос освободил город от турок в ноябре 1912 года и греческая армия заняла город в октябре 1914 года в ходе Первой мировой войны. По решению греческого правительства, в силу значения этой победы, был объявлен трёхдневный подъём флага на всех государственных и публичных зданиях.
Итальянское командование было обеспокоено греческой победой. 24 декабря Бенито Муссолини в письменной форме выразил своё беспокойство итальянскому командующему Уго Кавальего. В своём письме Муссолини признаёт, что вне всяких сомнений, одной из причин итальянского поражения был высокий дух греческих сил, который, в конечном итоге, привёл к занятию Химары. Занятие города привело к поднятию духа не только греческих войск, но и всего греческого народа. С другой стороны, занятие Химары вызвало взрыв гнева Бенито Муссолини. В своей телеграмме Кавалеро он писал: «Согласно рапорту Корпуса Карабинеров, разгром, повторяю, разгром (дивизии) Сьенны был вызван проникновением небольших греческих авангардов. Результатом стало наше изгнание из Химары и последовавшее трёхдневное поднятие флага в Греции. Это даёт новый подъём духа греческому народу и армии… Всё более актуальной становится необходимость переломить ситуацию, которая с этого момента принимает характер почти исключительно психологический».